# 卡罗尔县 (田纳西州)
卡罗尔县（英語：Carroll County）是美國田納西州西部的一個縣。面積1,554平方公里。根據美國2000年人口普查，共有人口29,475。縣治亨丁頓。人口密度大约每平方公里19人。
成立於1821年11月7日，縣名紀念第六、九任州長威廉·卡洛爾。